# Dendroglif
Dendroglif – gigantyczny obraz wykonany z drzew, utworzony przez odpowiednie sadzenie drzew, aby z odpowiedniej wysokości tworzyły obraz, widoczny z powietrza. Słowo dendroglif wywodzi się z greckich słów „dentro” oznaczające  drzewo oraz „glifon” oznaczające rzeźbienie.

## Przykłady
- Bukowno: nazywany „Kompasem z Bukowna” lub „Strzałą Północy”. Przedstawia znak „N” ze strzałką wskazującą północ. To największy tego typu znak na świecie: ma 550 m długości i ponad 100 m szerokości[2]. Oprócz „kompasu” w lasach koło Bukowna znajduje się także oraz powstały na cześć Jana Pawła II, który przedstawia napis „JP II”[3].
- Zielona Góra: powstały w 2014 roku dendroglif, przestawiający lilię harcerską, powstał na jubileusz 90-lecia Lasów Państwowych i 25-lecia Związku Harcerstwa Rzeczypospolitej[2].
- Lipusz: powstały w 2018 roku, szeroki na 310 metrów orzeł bielik[2][1].
- Skwierzyna: druga Lilijka, powstała w 2019 roku o długości 70 m stworzona z drzew brzozy[3][4].